# Unité urbaine de Raon-l'Étape
L'unité urbaine de Raon-l'Étape est une unité urbaine française centrée sur la commune de Raon-l'Étape dans les département des Vosges, en région Grand Est.

## Données générales
Dans le zonage réalisé par l'Insee en 2010, l'unité urbaine était composée de trois communes, deux situées dans l'arrondissement de Lunéville et le département de Meurthe-et-Moselle et une située dans l'arrondissement de Saint-Dié-des-Vosges et le département des Vosges.
Dans le nouveau zonage réalisé en 2020, elle est composée des trois mêmes communes.
En 2022, elle compte 7 673 habitants et sa densité de population s'élève à 161 hab./km2.

## Composition 2020 de l'unité urbaine
Elle est composée des trois communes suivantes :
| Nom                         | Code Insee | Département        | Statut       | Superficie (km2) | Population (dernière pop. légale) | Densité (hab./km2) | Modifier                                    |
| --------------------------- | ---------- | ------------------ | ------------ | ---------------- | --------------------------------- | ------------------ | ------------------------------------------- |
| Raon-l'Étape (ville-centre) | 88372      | Vosges             | ville-centre | 23,71            | 6 011 (2022)                      | 254                | modifier les données · modifier les données |
| Bertrichamps                | 54065      | Meurthe-et-Moselle | banlieue     | 19,66            | 1 067 (2022)                      | 54                 | modifier les données · modifier les données |
| Thiaville-sur-Meurthe       | 54519      | Meurthe-et-Moselle | banlieue     | 4,47             | 595 (2022)                        | 133                | modifier les données · modifier les données |

## Évolution démographique
| 1968  | 1975  | 1982  | 1990  | 1999  | 2010  | 2015  | 2022  |
| ----- | ----- | ----- | ----- | ----- | ----- | ----- | ----- |
| 8 948 | 9 119 | 8 615 | 8 402 | 8 348 | 8 084 | 8 069 | 7 673 |

#### Données générales
- Unité urbaine en France
- Aire d'attraction d'une ville
- Liste des unités urbaines de France

#### Données démographiques en rapport avec l'unité urbaine de Raon-l'Étape
- Aire d'attraction de Baccarat
- Aire d'attraction de Saint-Dié-des-Vosges
- Arrondissement de Lunéville
- Arrondissement de Saint-Dié-des-Vosges

#### Données démographiques en rapport avec la Meurthe-et-Moselle et les Vosges
- Démographie de Meurthe-et-Moselle
- Démographie des Vosges